# Rafael Alegría
Pour les articles homonymes, voir Alegría.
 (juillet 2009).
Si vous disposez d'ouvrages ou d'articles de référence ou si vous connaissez des sites web de qualité traitant du thème abordé ici, merci de compléter l'article en donnant les références utiles à sa vérifiabilité et en les liant à la section « Notes et références ».
Rafael Alegria est un paysan hondurien, originaire de Potrerillos, Olancho, qui a exercé la fonction de porte-parole de Via Campesina depuis sa création en 1993, jusqu'en 2004.
De 1972 à 1975 travaille pour la UNC dans l'organisation de coopératives de production agricole dans le département d'Olancho. Il participe à la récupération de terres et à l'organisation des paysans dans son propre village de Potrerillos.
Après le massacre de Los Horcones, le 25 juin 1975, il est emprisonné et par la suite doit s'exiler de son Olancho natal. On le retrouve à la fin des années 1970 comme membre de la coopérative agricole Bella Vista, dans la montagne de La Tigra, près de Tegucigalpa, dont il est toujours président en 2005.
En juillet 2009, après le coup d'État contre Zelaya, il était l'un des organisateurs des manifestations pro-Zelaya.